# Teinobasis simulans
Teinobasis simulans – gatunek ważki z rodziny łątkowatych (Coenagrionidae).